# Des hommes
Des hommes è un film drammatico del 2020, diretto da Lucas Belvaux, adattamento cinematografico dell'omonimo romanzo di Laurent Mauvignier. Il film è stato candidato e proiettato al Festival di Cannes 2020.

## Trama
Il film racconta la storia di Rabut e Bernard, cugini ed ex coscritti della guerra d'Algeria.
Bernard regala a sua sorella Solange una spilla premio per il suo 60º compleanno. La famiglia e gli amici sono sbalorditi: Bernard è un orso che vegeta e vive sulle spalle altrui. Viene accusato di aver rubato il denaro nascosto da sua madre prima della sua morte. Beve, si infuria e insulta Rabut, ma soprattutto Saïd, in modo razzista.
Mentre la festa continua, Bernard va a casa di Saïd e aggredisce sua moglie, con la bocca piena di insulti razzisti, e uccide il loro cane.
Rabut e Bernard non riescono a dormire e vedono riaffiorare dalla memoria il proprio passato comune: la morte di Reine, sorella di Bernard, ma soprattutto la guerra d'Algeria, che hanno combattuto insieme durante i loro 28 mesi di servizio, tra il 1960 e il 1962. Inizialmente, sono in una zona tranquilla e per lo più soffrono di noia. Ma la situazione sta gradualmente diventando più tesa. Agli abusi dei ribelli, che lottano per l'indipendenza del loro paese, rispondono ai massacri e agli stupri dei soldati francesi, molti dei quali sono sicuri che la legge è dalla loro parte. Tra loro c'erano gli harkis, respinti dai ribelli come traditori, e dai francesi per razzismo. Durante un congedo ad Algeri, un alterco tra Rabut e Bernard, in particolare per la morte di Reine, si intensifica e Rabut viene gravemente ferito. Il tenente decide di rimandare il rientro alla base per aspettarli, ma quando arrivano, scoprono che coloro che non erano in congedo sono stati massacrati, compresi i civili. Bernard aspetta con la sua pistola. Rabut decide di non prendere parte alla spedizione, perché non sopporta ciò che è successo a Bernard.